# アキ・リーヒラハティ
アキ・リーヒラハティ（Aki Riihilahti, 1976年9月9日）は、フィンランドの首都ヘルシンキ出身の元サッカー選手。現役時代のポジションはミッドフィールダー。

## 所属クラブ
- HJKヘルシンキ 1995-1999

→ FCホンカ 1996 (loan)
- ヴォレレンガ・フォトバル 1999-2001
- クリスタル・パレスFC 2001-2006
- 1.FCカイザースラウテルン 2006-2007
- ユールゴーデンIF 2007-2009
- HJKヘルシンキ 2009-2011

## タイトル
HJKヘルシンキ
- フィンランド・チャンピオンシップ:4回

1997,2009,2010,2011
- フィンランドカップ:3回

1996,1998,2011
- フィンランドリーグカップ:3回

1996,1997,1998
クリスタル・パレスFC
- フットボールリーグチャンピオンシップ・昇格プレーオフ

2004

## 代表
- フィンランド代表 1998-

69試合出場11ゴール（2008年7月28日現在）